# Stenurella nigra
Stenurella nigra  (лат.) — вид жуков-усачей из подсемейства усачиков. Распространён в Европе, на Кавказе, в Армении и северном Иране. Длина тела имаго 6—9 мм. Имаго питаются пыльцой различных растений, например, тысячелистника обыкновенного, горца змеиного, борщевика обыкновенного. Личинки развиваются внутри деревьев, таких как берёза, лещина обыкновенная.